# Mistrzostwa Europy w Lekkoatletyce 1974 – bieg na 100 m kobiet

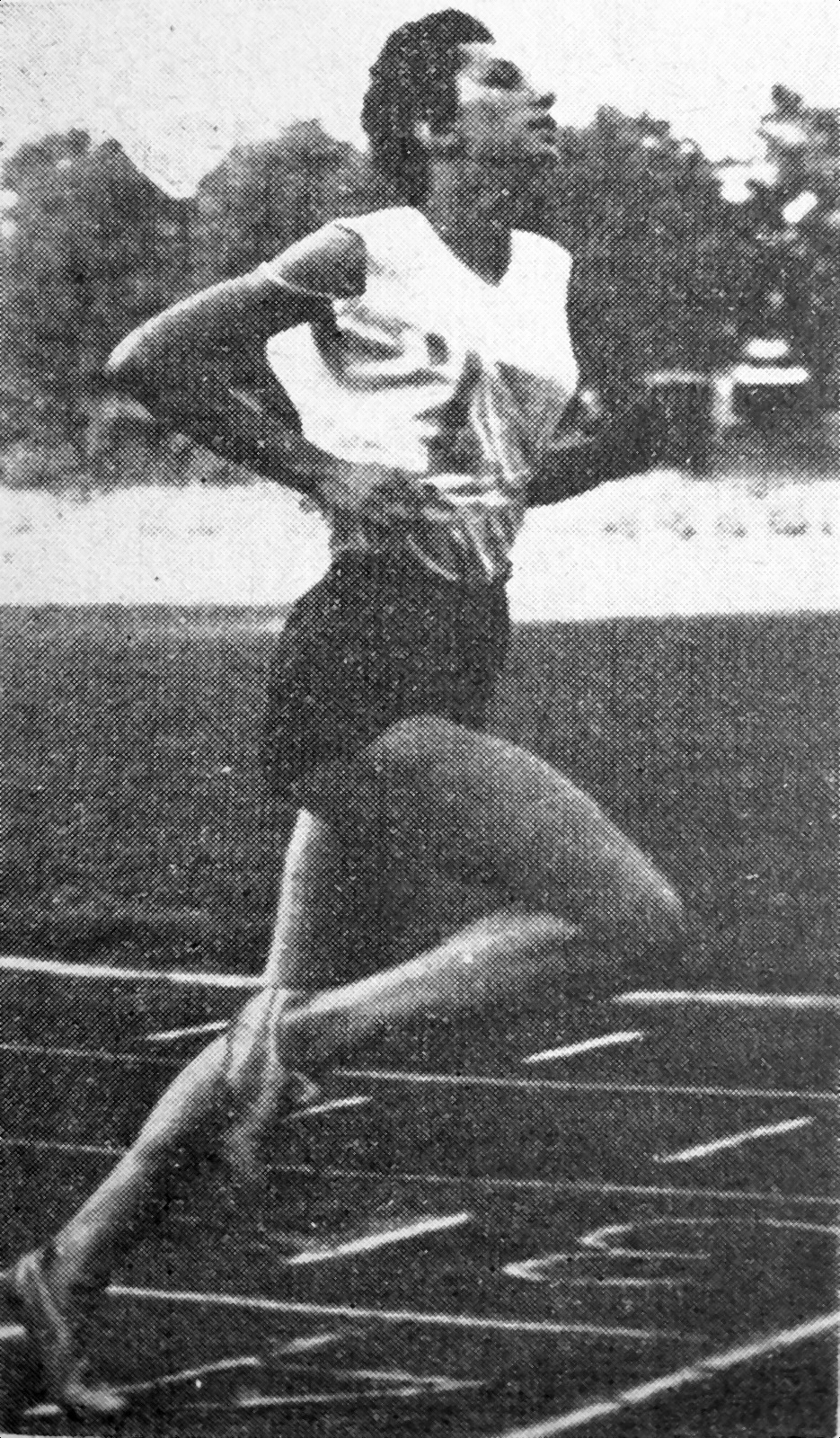
Irena Szeweińska

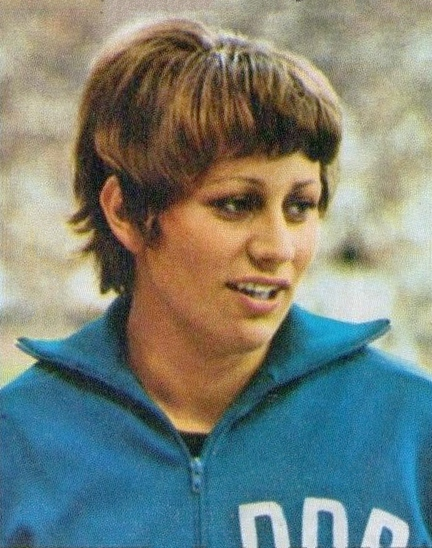
Renate Stecher

Bieg na dystansie 100 metrów kobiet był jedną z konkurencji rozgrywanych podczas XI Mistrzostw Europy w Rzymie. Biegi eliminacyjne zostały rozegrane 2 września, a biegi półfinałowe i bieg finałowy 3 września 1974 roku. Zwyciężczynią tej konkurencji została reprezentantka Polski Irena Szewińska, która na tych mistrzostwach zdobyła złoty medal także w biegu na 200 metrów. W rywalizacji wzięły udział dwadzieścia trzy zawodniczki z dwunastu reprezentacji.

## Rekordy
| Rekord świata     | Renate Stecher (GDR) | 10,8  | Drezno, NRD         | 20.07.1973 |
| Rekord Europy     | Renate Stecher (GDR) | 10,8  | Drezno, NRD         | 20.07.1973 |
| Rekord mistrzostw | Renate Stecher (GDR) | 11,35 | Helsinki, Finlandia | 11.08.1971 |

## Wyniki

### Eliminacje
Rozegrano cztery biegi eliminacyjne. Do półfinałów awansowały po trzy najlepsze zawodniczki każdego biegu eliminacyjnego (Q), a także cztery spośród pozostałych z najlepszymi czasami (q).
Bieg 1
| Miejsce | Zawodniczka        | Czas  | Uwagi |
| ------- | ------------------ | ----- | ----- |
| 1       | Renate Stecher     | 11,54 | Q     |
| 2       | Sonia Lannaman     | 11,76 | Q     |
| 3       | Linda Haglund      | 11,89 | Q     |
| 4       | Wilma van den Berg | 11,95 | q     |
| 5       | Cecilia Molinari   | 11,95 |       |
| 6       | Brigitte Haest     | 12,03 |       |

Bieg 2
| Miejsce | Zawodniczka          | Czas  | Uwagi |
| ------- | -------------------- | ----- | ----- |
| 1       | Irena Szewińska      | 11,39 | Q     |
| 2       | Ludmiła Masłakowa    | 11,54 | Q     |
| 3       | Bärbel Eckert        | 11,63 | Q     |
| 4       | Elfgard Schittenhelm | 11,75 | q     |
| 5       | Rita Bottiglieri     | 12,08 |       |
| 6       | Judit Szabó          | 12,40 |       |

Bieg 3
| Miejsce | Zawodniczka          | Czas  | Uwagi |
| ------- | -------------------- | ----- | ----- |
| 1       | Mona-Lisa Pursiainen | 11,31 | Q     |
| 2       | Inge Helten          | 11,56 | Q     |
| 3       | Helen Golden         | 11,67 | Q     |
| 4       | Zsuzsa Károly        | 12,22 |       |
| 5       | Sylviane Telliez     | 12,98 |       |

Bieg 4
| Miejsce | Zawodniczka        | Czas  | Uwagi |
| ------- | ------------------ | ----- | ----- |
| 1       | Andrea Lynch       | 11,39 | Q     |
| 2       | Annegret Richter   | 11,41 | Q     |
| 3       | Christina Heinich  | 11,58 | Q     |
| 4       | Tatjana Czernikowa | 11,79 | q     |
| 5       | Danuta Jędrejek    | 11,92 | q     |
| 6       | Laura Nappi        | 12,01 |       |

### Półfinały
Rozegrano dwa półfinały. Do finału awansowały po cztery najlepsze zawodniczki każdego biegu półfinałowego (Q).
Półfinał 1
| Miejsce | Zawodniczka          | Czas  | Uwagi |
| ------- | -------------------- | ----- | ----- |
| 1       | Mona-Lisa Pursiainen | 11,34 | Q     |
| 2       | Annegret Richter     | 11,34 | Q     |
| 3       | Renate Stecher       | 11,38 | Q     |
| 4       | Christina Heinich    | 11,48 | Q     |
| 5       | Sonia Lannaman       | 11,53 |       |
| 6       | Helen Golden         | 11,59 |       |
| 7       | Tatjana Czernikowa   | 11,75 |       |
| 8       | Danuta Jędrejek      | 11,90 |       |

Półfinał 2
| Miejsce | Zawodniczka          | Czas  | Uwagi |
| ------- | -------------------- | ----- | ----- |
| 1       | Irena Szewińska      | 11,15 | Q     |
| 2       | Ludmiła Masłakowa    | 11,35 | Q     |
| 3       | Bärbel Eckert        | 11,43 | Q     |
| 4       | Andrea Lynch         | 11,46 | Q     |
| 5       | Elfgard Schittenhelm | 11,49 |       |
| 6       | Inge Helten          | 11,56 |       |
| 7       | Wilma van den Berg   | 11,70 |       |
| 8       | Linda Haglund        | 11,72 |       |

### Finał
| Miejsce | Zawodniczka          | Czas  | Uwagi   |
| ------- | -------------------- | ----- | ------- |
| 1       | Irena Szewińska      | 11,13 | CR · NR |
| 2       | Renate Stecher       | 11,23 |         |
| 3       | Andrea Lynch         | 11,28 |         |
| 4       | Ludmiła Masłakowa    | 11,36 |         |
| 5       | Annegret Richter     | 11,36 |         |
| 6       | Mona-Lisa Pursiainen | 11,42 |         |
| 7       | Bärbel Eckert        | 11,46 |         |
| 8       | Christina Heinich    | 11,63 |         |